# Baieta

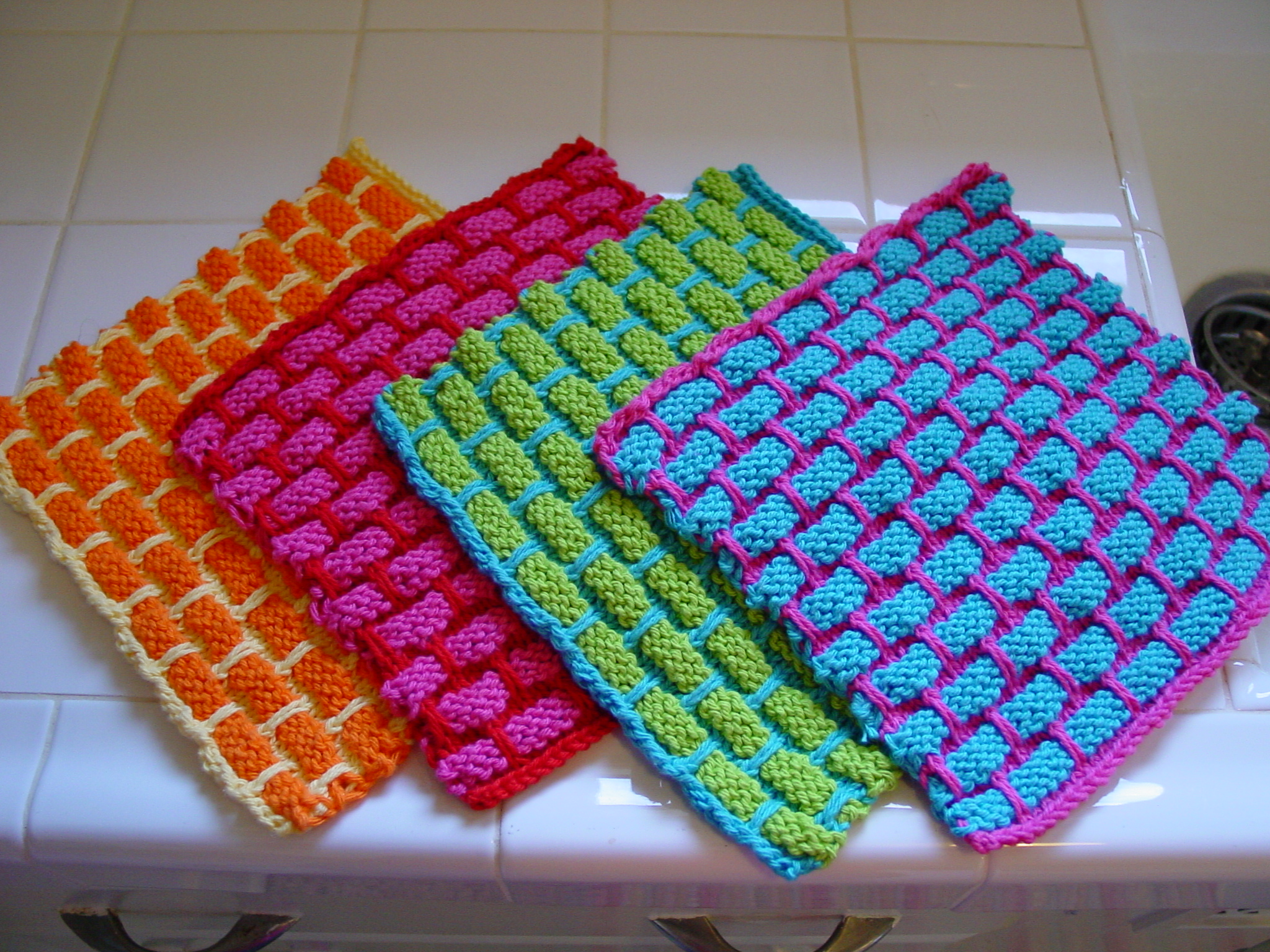
Diferents tipus de baieta

Una baieta és un drap confeccionat amb determinats teixits (generalment cotó o microfibres) que tenen la propietat d'absorbir líquids. Les baietes són estris que s'utilitzen per netejar determinades superfícies llises. S'empren bé afegint un producte netejador o desinfectant, bé per si soles per recollir l'aigua sobrant.
Les baietes s'usen per netejar plaques de cocció, piques, les diverses peces de la vaixella, sanitaris, taulells, rajoles, taules, etc. En general, es tracta de baietes multiusos que serveixen per a gran varietat de materials: plàstic, metall, ceràmica, etc. Tanmateix, hi ha models específics per a determinades superfícies com les destinades a vidres o carrosseries d'automòbils.
Es poden distingir els següents tipus de baietes:
- Baietes teixides. S'han d'humitejar lleugerament abans d'afegir-los el producte netejador. Poden utilitzar-se repetidament sempre que s'aclareixin convenientment després del seu ús.
- Baietes prehumitejades. No necessiten impregnar-se d'aigua, ja que ja la porten incorporada. Són d'un sol ús.
- Baietes de cel·lulosa no teixides. És necessari impregnar-les amb aigua abans d'utilitzar-les. Llisquen amb molta facilitat gràcies a la seva composició i són d'un sol ús.
- Baietes de microfibres. Es consideren ecològiques perquè no necessiten detergent per realitzar la seva funció. Netegen en una passada la pols i el greix. Són més cares que les tradicionals.